# Burschenschaft Araucania Santiago de Chile
Die Burschenschaft Araucania ist eine farbentragende, freischlagende Studentenverbindung in Santiago de Chile. Sie ist eine von fünf Burschenschaften in Chile und wurde am 31. März 1896 von sechs deutsch-chilenischen Studenten gegründet. Sie ist Gründungsmitglied des Bunds Chilenischer Burschenschaften (BCB) und ist die älteste Studentenverbindung deutscher Tradition außerhalb Europas. 

## Couleur und Wahlspruch
Der Name Araucania bezieht sich auf Araukanien und wurde als Zeichen der Verwurzelung der Deutsch-Chilenen in ihrer chilenischen Heimat gewählt.
Die Araucania führt als Ausdruck ihrer Herkunft die Farben Schwarz-Rot-Gold, die sie auch in ihrem Burschenband mit goldener Perkussion trägt, daneben existiert für die Füxe ein schwarz-rotes Fuxenband. Als Kopfbedeckung wird eine schwarze Mütze getragen. Die Araucania hat den Wahlspruch: Ehre, Zucht, Einigkeit!

## Geschichte

### Gründungszeit
Die Burschenschaft wurde am 31. März 1896 gegründet. Unter den Gründern ist der Medizinstudent Christoph Martin hervorzuheben, welcher als Sohn des Jenaer Urburschenschafters Carl Martin die Idee zur Bildung einer Burschenschaft in Santiago de Chile vorantrieb.

### Die Zeit der zwei Weltkriege
In den ersten Jahren besaß der Bund keinen festen Sitz, sondern traf sich in den Wohnungen der Mitglieder oder mietete Häuser für größere Veranstaltungen an. Im Jahr 1920 kaufte die Araucania schließlich ein Haus in der Calle Miraflores 239, damit Mitglieder, die aus anderen Orten kamen, dort wohnen konnten.
Von einem Alten Herren der Burschenschaft Araucania ging 1924 eine Initiative zur Gründung der Burschenschaft Montania (Concepción) aus. Bis heute besteht ein freundschaftliches Verhältnis zwischen beiden Bünden.
Ab 1932 beherbergte ein Haus in der Straße Catedral, Ecke Almirante Barroso die Burschenschaft.
Von der Araucania ging 1937 ein Vorstoß aus, dem Einfluss des Nationalsozialismus unter den Deutsch-Chilenen entgegenzuwirken.
Nach dem Abbruch der diplomatischen Beziehungen zwischen dem Deutschen Reich und Chile 1943 musste die Araucania ihren aktiven Betrieb einstellen.

### Nachkriegszeit
Nach dem Zweiten Weltkrieg wurde die Burschenschaft wieder aktiviert und erwarb das Haus in der Avenida Pedro de Valdivia 1030, das verbindungsintern „Die Burg“ genannt wurde. Sie wurde zu einem wichtigen Treffpunkt der deutschen Gemeinschaft in Chile.
1949 reaktivierten Mitglieder der Araucania die zweite Burschenschaft Santiagos, die Burschenschaft Andinia, die kurz nach dem Zweite Weltkrieg ihren Betrieb eingestellt hatte.

### Seit 1960
Der Alte Herr Peter Michaelsen der Araucania gründete 1969 in Santiago de Chile die Mädchenschaft Erika Michaelsen. 1996 gründeten die chilenischen Burschenschaft den Korporationsverband Bund Chilenischer Burschenschaften, dem Araucania seither angehört.

## Verhältnisse
Sie gehört als Gründungsmitglied dem Bund Chilenischer Burschenschaften (BCB) an, der ein Freundschaftsabkommen mit der Deutschen Burschenschaft unterhält. Sie unterhält ein Kartell mit der Burschenschaft Montania (Concepción).

## Bekannte Mitglieder
- Osvaldo Koch Krefft (1896–1963), chilenischer Politiker, Justizminister, Innenminister, Außenminister
- Christoph Martin (1874–1958), Gründungsmitglied, Mediziner
- Wilhelm Münnich (1876–1948), Gründungsmitglied, Arzt und Intendent der Provinz Valparaíso